# Csitár
Csitár (slovakiska: Čitáre) är en ort (by) i provinsen Nógrád i norra Ungern. Orten har 370 invånare (2024), på en yta av 16,85 km². Den ligger cirka 10,5 kilometer sydost om Balassagyarmat.